# Bessèkè
La Bessèkè (qui signifierait asséché en langue locale) est un des 9 principaux cours d'eau traversant la ville de Douala au Cameroun. Il se jette dans le Wouri au niveau de la descente vers la place du défilé, la place de la Bessèkè tout près du port de Douala.

## Description
La Bessèkè enregistre des débordements d'eau lors des grandes pluies. Il fait partie des 9 bassins versants de la ville et se jette sur le Wouri, au niveau du chantier naval,.
Il constitue la limite des quartiers Akwa et Bonadjo. Il passe à côté de la place de la Bessèkè avant de se jeter dans le Wouri,.

## Géographie & hydrométrie
Le bassin versant de la Besséké fait partie de la plaine côtière de l’estuaire du Wouri. L'ancienne rivière est aujourd'hui étouffée par l'urbanisation. Il est réputé insalubre. Les drains construits ne protègent pas contre les inondations.